# Епархия Белгаума
Епархия Белгаума (лат. Dioecesis Belgaumensis) — епархия Римско-Католической церкви c центром в городе Белгаум, Индия. Епархия Белгаума входит в митрополию Бангалора. Кафедральным собором епархии Белгаума является церковь Пресвятой Девы Марии Розария.

## История
19 сентября 1953 года Римский папа Пий XII выпустил буллу Summa illa, которой учредил епархию Белгаума, выделив её из архиепархии Гоа и Дамана и епархии Пуны.
24 января 1976 года и 24 июня 2005 года епархия Белгаума передала часть своей территории для возведения новых епархий Карвара и Гулбарги.

## Ординарии епархии
- епископ Микаэль Родригес (19.09.1953 — 15.03.1964);
- епископ Фортунатто да Вейга Кутиньо (15.03.1964 — 8.02.1967);
- епископ Игнатий П. Лобо (26.09.1967 — 1.12.1994);
- епископ Бернард Блазиус Морас (30.11.1996 — 22.07.2004) — назначен архиепископом архиепархии Бангалора;
- епископ Петер Мачадо (2.02.2006 — по настоящее время).

## Источник
- Annuario Pontificio, Ватикан, 2007
- Булла Summa illa, AAS 46 (1954), стр. 129  (лат.)